# Bruno Benthien
Bruno Benthien (* 12. April 1930 in Schwerin; † 5. November 2015 in Greifswald) war ein deutscher Geograph und von 1989 bis 1990 Minister für Tourismus der DDR.

## Leben
Nach dem Besuch der Goethe-Oberschule in Schwerin und dem Abitur studierte Benthien von 1949 bis 1952 an der Universität Rostock Geographie, Anglistik und Pädagogik und 1952/53 Geographie an der Universität Greifswald mit dem Abschluss als Diplomgeograph. Er war danach als Assistent (1953–1958), Oberassistent (bis 1959), Dozent (bis 1962) und Professor an der Universität Greifswald tätig und publizierte zu historischen Flurformen, Bevölkerungs- und Siedlungsgeographie. 1955 erfolgte seine Promotion zum Dr. rer nat. mit der Arbeit „Die Lewitz. Physische Geographie einer mecklenburgischen Einzellandschaft“ und 1968 die Habilitation mit der Arbeit „Die historischen Flurformen des südwestlichen Mecklenburg. Eine Studie zum Problem Dorf, Feld und Wirtschaft, zugleich ein Beitrag zur Entwicklungsgeschichte der dörflichen Siedlungen im Bezirk Schwerin“. Von 1968 bis 1983 leitete Benthien das Geographische Institut der Greifswalder Hochschule.
Benthien trat 1948 der FDJ bei und wurde 1962 Mitglied der LDPD. 1968–1971 war er stellvertretender Vorsitzender und 1980–1984 Vorsitzender des LDPD-Kreisverbandes Greifswald. 1963–1976 war er Abgeordneter des Bezirkstags Rostock, danach bis 1990 Mitglied der Volkskammer. 1990 trat er der FDP bei.
Von November 1989 bis April 1990 war Benthien in der Regierung Modrow Minister für Tourismus, danach Staatssekretär im Ministerium für Handel und Tourismus. Im Anschluss daran lehrte er wieder an der Universität Greifswald.
Benthien gehörte von 1991 bis 2008 dem Kuratorium der Friedrich-Naumann-Stiftung an.
Er wurde unter anderem mit dem Banner der Arbeit, der Verdienstmedaille der DDR und der Pestalozzi-Medaille für treue Dienste ausgezeichnet.
Benthien starb im Alter von 85 Jahren und wurde auf dem Neuen Friedhof in Greifswald beerdigt.

## Publikationen (Auswahl)
- Schwerin und Umgebung. Bibliographisches Institut, Leipzig 1958.
- Die historischen Flurformen des südwestlichen Mecklenburg. Schwerin 1960.
- Wirtschaftliche Strukturveränderungen im Norden der Deutschen Demokratischen Republik. Festansprache zum 7. Oktober 1965. Greifswald 1966.
- Greifswald und seine Umgebung. Ergebnisse der heimatkundlichen Bestandsaufnahme im Gebiet südlich des Greifswalder Boddens. Berlin 1968.
- Einführung in die Bevölkerungs- und Siedlungsgeographie (mit Egon Weber und Alfred von Känel). Haack, Gotha 1986, ISBN 3-73010-503-5.
- Rekreationsgeographie. Haack, Gotha 1990, ISBN 3-73010-866-2.
- DDR. Ökonomische und soziale Geographie. Haack, Gotha 1990.
- Geographie der Erholung und des Tourismus. Haack, Gotha 1997, ISBN 3-62300-845-1.
- Leben an der Ostseeküste. Mecklenburg und Vorpommern. Photographien aus vergangener Zeit. Wartberg, Gudensberg-Gleichen 1997, ISBN 3-86134-279-0.
- Ein Rundgang durch das alte Greifswald. Wartberg, Gudensberg-Gleichen 1999, ISBN 3-86134-582-X.